# Princes of the Universe
„Princes of the Universe“ je píseň britské rockové skupiny Queen a napsal ji zpěvák Freddie Mercury. Píseň byla napsaná původně jako soundtrack k filmu Highlander, a později i pro album A Kind of Magic.
Z hlediska hudebního stylu, je píseň pozoruhodná tím, že je jednou z nejtvrdších skladeb od Queen a připomíná dnešní hard rock a heavy metal a zpěv Mercuryho se podobá operě.

## Pozadí
Princes of the Universe, je píseň napsaná původně pro film Highlander a je jedinou písní na albu, u které se připisuje autorství pouze skutečnému autorovi a ne skupině jako celku, v tomto případě je autorství připisováno pouze Mercurymu. Název písně pochází z původního pracovního názvu filmu. Píseň nebyla ve Spojeném království nikdy vydána jako singl, pouze v USA, Kanadě, Japonsku, Austrálii a na Novém Zélandu.
Text písně pojednává o stavu nesmrtelnosti a nadřazenosti.

## Videoklip
Videoklip k písni režíroval Russell Mulcahy a byl natočen 14. února 1986 v Elstree Studios v Londýně. Christopher Lambert zastává roli Connora MacLeoda a bojuje mečem s Freddiem Mercurym, který používá jako meč svůj mikrofon. Brian May nehraje na svou slavnou kytaru Red Special, ale místo ní používá kytaru Washburn RR11V.

## Obsazení nástrojů
- Freddie Mercury – hlavní vokály, doprovodné vokály, syntezátor
- Brian May – elektrická kytara, doprovodné vokály
- Roger Taylor – bicí, doprovodné vokály
- John Deacon – basová kytara